# Samuel Dupratt
Samuel Dupratt (* 28. November 1993) ist ein ehemaliger amerikanischer Skirennläufer. Er startete hauptsächlich in den schnellen Disziplinen Abfahrt und Super-G, aber auch im Riesenslalom.

## Biografie
Dupratt nimmt seit Dezember 2008 an FIS-Rennen teil.
Zwischen 2010 und 2015 nahm Dupratt hauptsächlich an Rennen des Nor-Am Cup teil, konnte sich jedoch nur selten im Spitzenfeld etablieren.
Trotzdem feierte er sein Weltcupdebüt am 26. Februar 2016 im Riesenslalom von Hinterstoder, wo er sich aber nicht für den zweiten Durchgang qualifizieren konnte.
Zwischenzeitlich nahm er weiterhin an Rennen des Nor-Am Cup teil und konnte dort in der Saison 2018/19 seine ersten beiden, und bisher einzigen, Siege feiern.
Seine ersten Weltcuppunkte holte er sich am 27. Januar 2019 mit Platz 29 im Super-G von Kitzbühel. Am 20. Dezember desselben Jahres erreichte er mit Platz 22 im Super-G von Val Gardena seine bisher beste Weltcupplatzierung.
Während des Trainings für die Abfahrt in Gröden in der Saison 2020/21 brach er sich beide Unterschenkel und woraufhin er in der darauffolgenden Saison keine Rennen bestreiten konnte. Bei der Abfahrt in Bormio in der Weltcupsaison 2023/24 zog er sich einen Kreuzbandriss zu. Sein letztes Rennen bestritt DuPratt Ende 2024 bei der Abfahrt in Beaver Creek, wo er ebenfalls zu Sturz kam. 
Ende Juni 2025 gab er sein Karriereende bekannt.

## Erfolge

### Weltcup
- 2 Platzierungen unter den besten 30

### Weltcupwertungen
| Saison  | Gesamt | Gesamt | Super-G | Super-G |
| Saison  | Platz  | Punkte | Platz   | Punkte  |
| ------- | ------ | ------ | ------- | ------- |
| 2018/19 | 154.   | 2      | 59.     | 2       |
| 2019/20 | 145.   | 9      | 47.     | 9       |

### Nor-Am Cup
- Saison 2018/19: 4. Gesamtwertung, 1. Super-G Wertung, 5. Riesenslalomwertung, 9. Kombinationswertung, 12. Abfahrtswertung, 65. Slalomwertung
- 5 Podestplätze, davon 2 Siege:

| Datum             | Ort                       | Land   | Disziplin |
| ----------------- | ------------------------- | ------ | --------- |
| 7. Dezember 2018  | Lake Louise               | Kanada | Super-G   |
| 10. Dezember 2018 | Panorama Mountain Village | Kanada | Super-G   |

### Juniorenweltmeisterschaften
- Québec 2013: 13. Super-G, 41. Riesenslalom
- Jasná 2014: 27. Super-G, 28. Kombination, 42. Abfahrt, 54. Riesenslalom

### Weitere Erfolge
- 7 Siege in FIS-Rennen